# Pilecki (herb szlachecki)
Pilecki – polski herb szlachecki, odmiana herbu Leliwa.

## Opis herbu
W polu błękitnym półksiężyc złoty, nad którym takaż sześciopromienna gwiazda. Nad hełmem trzy pióra strusie: srebrne między błękitnymi, pierwsze największe, średnie mniejsze, trzecie najmniejsze. Labry błękitne podbite złotem.

## Najwcześniejsze wzmianki
Podług Ostrowskiego odmiana przysługiwała Pileckim osiadłym w Prusach w XV i XVII wieku. Mogli oni być jakąś gałęzią Pileckich z Pilczy.

## Herbowni
Abramowicz, Otowicz, Pilecki.